# Atchison County, Kansas
Atchison County är ett administrativt område i delstaten Kansas, USA, med 16 924 invånare. Den administrativa huvudorten (county seat) är Atchison.

## Geografi
Enligt United States Census Bureau har countyt en total area på 1 127 km². 1 120 km² av den arean är land och 7 km² är vatten.

### Angränsande countyn
- Doniphan County - nord
- Buchanan County, Missouri - nordost
- Leavenworth County - sydost
- Platte County, Missouri - öst
- Jefferson County - syd
- Jackson County - väst
- Brown County - nordväst

### Orter
- Atchison (huvudort)
- Effingham
- Huron
- Lancaster
- Muscotah